# Coniopteryx (Xeroconiopteryx) sestertia
Coniopteryx (Xeroconiopteryx) sestertia is een insect uit de familie van de dwerggaasvliegen (Coniopterygidae), die tot de orde netvleugeligen (Neuroptera) behoort. 
Coniopteryx (Xeroconiopteryx) sestertia is voor het eerst wetenschappelijk beschreven door Meinander in 1998.